# Naturpark Frankenwald
Naturpark Frankenwald ligger i den nordlige del af det bayerske regierungsbezirk Oberfranken. Naturparken i Frankenwald blev grundlagt 23. april 1973. Den er 1.023 km² stor og omfatter Landkreis Kronach og dele af landkreisene Kulmbach og Hof, især den tidligere Landkreis Naila. I naturparken lever knap 140.000 mennesker. Den ligger umiddelbart op til Naturparkerne Thüringer Wald og Thüringer Schiefergebirge-Obere Saale. Naturpark Frankenwald udgør sammen med de to naturparker i Thüringen et sammenhængende naturparkområde på ca. 4.000 km².